# Euleimonios magnus
Euleimonios magnus är en insektsart som beskrevs av Fletcher och Condello 1994. Euleimonios magnus ingår i släktet Euleimonios och familjen dvärgstritar. Inga underarter finns listade i Catalogue of Life.